# Beryx decadactylus
Il Beryx decadactylus, noto in italiano come berice rosso o con il nome spagnolo di alfonsino palometón, o con il nome inglese di alfonsino, o con il nome francese di béryx commun, è un pesce osseo marino della famiglia Berycidae.

## Distribuzione e habitat
Questa specie è cosmopolita ed è presente anche nel mar Mediterraneo, molto rara. Nei mari italiani sono segnalate solo poche catture.
Fa vita mesopelagica a rilevanti profondità, almeno fino a 1 000 metri. Gli adulti si incontrano più vicino al fondo dei giovanili, fino ad essere quasi demersali.

## Descrizione
Ha corpo di forma grossolanamente rombica, alto al centro e compresso lateralmente. L'occhio è molto grande. La pinna dorsale è di media lunghezza ed è più alta nella parte anteriore; la pinna anale è simile ma più lunga. Queste due pinne hanno alcuni deboli raggi spiniformi. La pinna caudale è biloba e ampia. La bocca è abbastanza grande e protrattile.
Il colore è rosso.
Può raggiungere i 60 cm di lunghezza.

## Biologia
Fino a circa 25 cm di lunghezza fa vita pelagica a profondità non elevate, con l'aumentare della taglia si spinge sempre più a fondo.

### Alimentazione
Si ciba di piccoli pesci, crostacei e molluschi cefalopodi.

### Riproduzione
I giovanili hanno la testa dotata di spine.

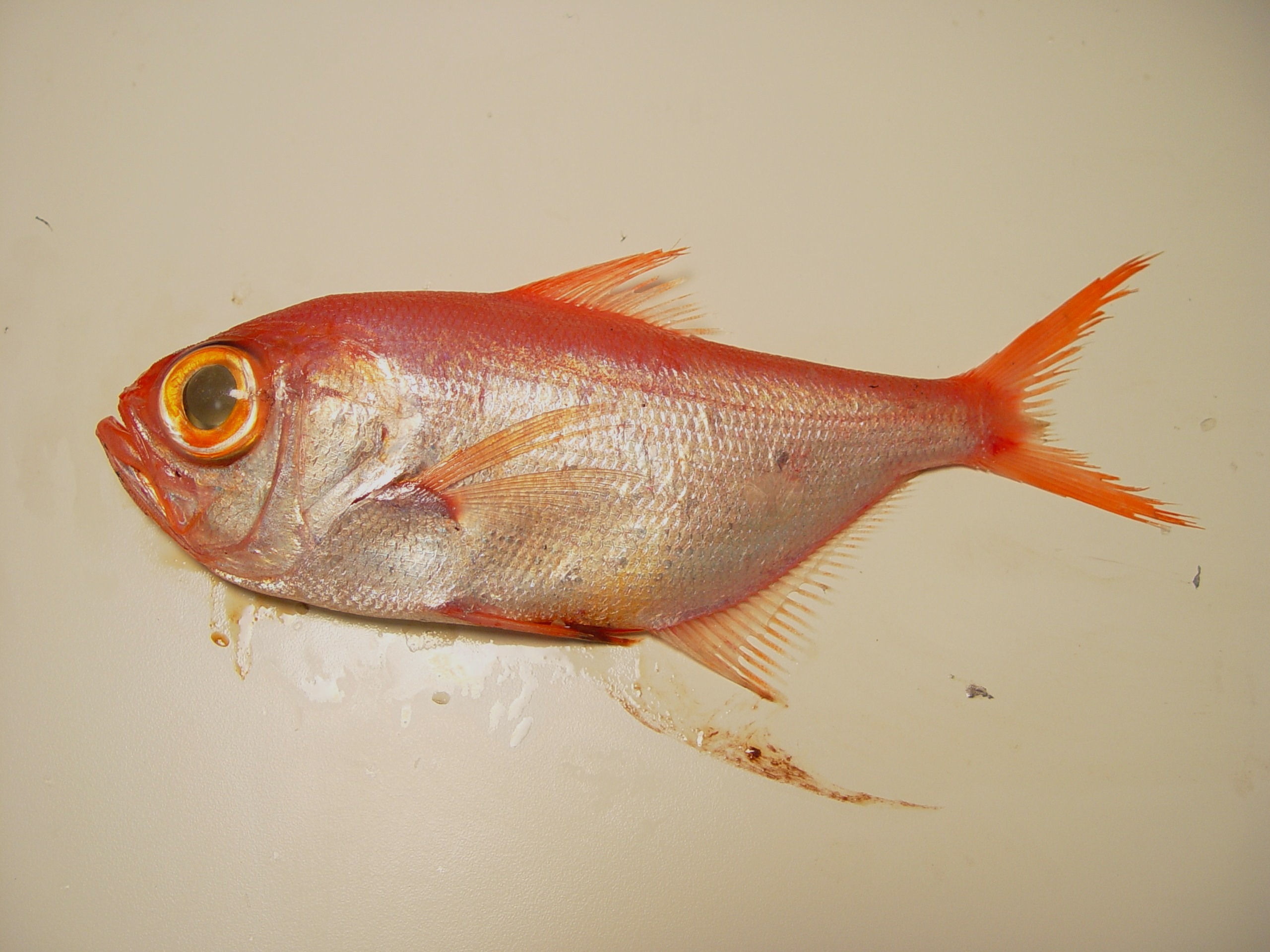
Beryx splendens

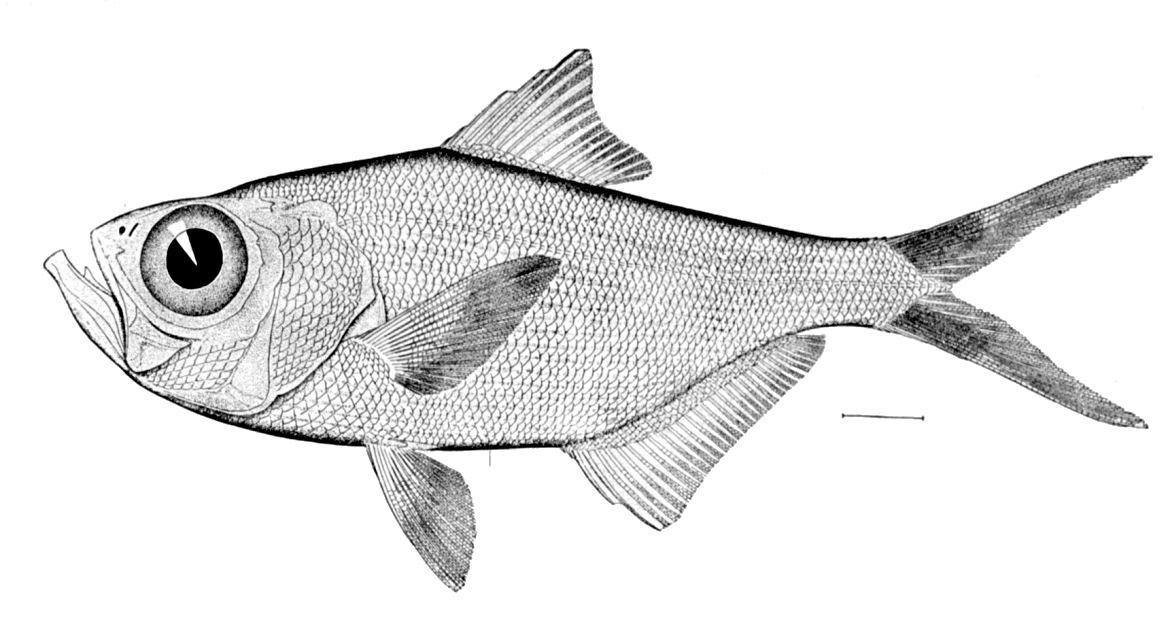
Beryx splendens

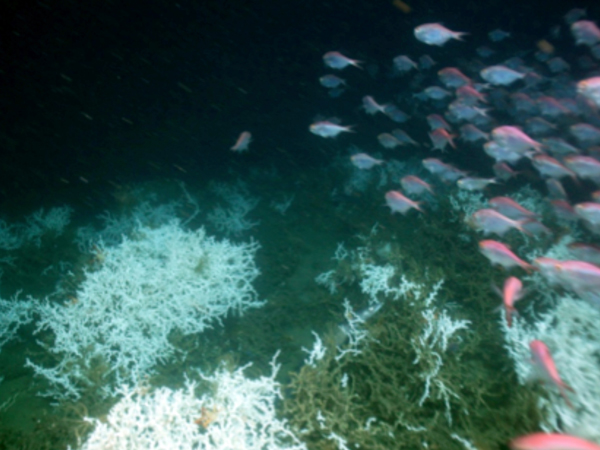
Beryx splendens nel suo ambiente naturale

### Predatori
Un esemplare lungo 35 cm è stato trovato nel contenuto dello stomaco di un individuo di Latimeria chalumnae.

## Pesca
Viene catturato con palamiti e reti a strascico e in alcune aree oceaniche extraeuropee ha una buona importanza per la pesca commerciale.
Le carni sono ottime.

## Specie affini
Il berice splendente (Beryx splendens, Lowe, 1834) è una specie affine e molto simile caratterizzata da corpo più basso ed occhi e bocca in proporzione più grandi. Inoltre la pinna caudale ha i lobi più appuntiti ed allungati.
È rarissimo nel mar Mediterraneo
ma si trova in quasi tutti gli altri mari ed oceani nelle fasce tropicali e temperate. La sua presenza nell'Oceano Pacifico occidentale sembra rara ma questo è dovuto ad un sottocampionamento al limitato sforzo di pesca ad alte profondità che si tiene in quel mare.
Le sue abitudini sono simili ma si incontra ancora più in profondità, fino a 1 300 metri almeno sebbene sia comune tra i 400 ed i 600 metri. Di notte si porta più in superficie. Anch'esso ha una certa importanza per la pesca oceanica.